# Joseph Ellis
Joseph John-Michael Ellis III (nascido em 18 de julho de 1943) é um historiador norte-americano cujo trabalho se concentra nas vidas e tempos dos fundadores dos Estados Unidos da América. American Sphinx: The Character of Thomas Jefferson ganhou um National Book Award  e Founding Brothers: The Revolutionary Generation ganhou o Prêmio Pulitzer de História de 2001. Ambos os livros foram best-sellers.

## Publicações

### Livros
- The Cause—The American Revolution and its Discontents, 1773-1783. 2021.
- American Dialogue: The Founders and Us, 2018.
- The Quartet: Orchestrating the Second American Revolution, 1783-1789, 2015.[3]
- Revolutionary Summer: The Birth of American Independence, 2013.
- First Family: Abigail and John Adams, 2010.[4]
- American Creation: Triumphs and Tragedies at the Founding of the Republic, 2007.[5]
- His Excellency: George Washington, 2004.
- Founding Brothers: The Revolutionary Generation, 2000.
- What Did the Declaration Declare? (Historians at Work), editor e colaborador, 1999.
- American Sphinx: The Character of Thomas Jefferson, 1996.
- Passionate Sage: The Character and Legacy of John Adams, 1993.
- After the Revolution: Profiles of Early American Culture, 1979.
- School for Soldiers: West Point and the Profession of Arms, 1974.
- The New England Mind in Transition: Samuel Johnson of Connecticut, 1696–1772, 1973.

### Ensaios
- "1776, the summer America was born", Salon.com, Jun. 16, 2013
- "Madison’s Radical Agenda", American Heritage, 2010
- "Inventing the Presidency", American Heritage, Out. 2004.
- "Intimate Enemies" (John Adams e Thomas Jefferson), American Heritage, September 2000.

### Editoriais
- "Tea party wants to take America back -- to the 18th century," Los Angeles Times, Op-Ed, Out. 15, 2013.
- "A promise of unpredictability: Presidential candidates pledge a lot, but history says you can ignore most of it" - Los Angeles Times (Jan 2, 2008)
- "What Would George Do?: Okay, He Never Saw a Chopper, but He Can Still Teach Us a Thing or Two." - Washington Post (Dez. 23, 2007)
- "Finding a Place for 9/11 in American History" - New York Times (Jan. 28, 2006)